# 默兹河和穆宗河间布尔蒙
默兹河和穆宗河间布尔蒙（法語：Bourmont-entre-Meuse-et-Mouzon，法語發音：[buʁmɔ̃ ɑ̃tʁ møz e muzɔ̃]），简称布尔蒙，是法国上马恩省的一个市镇，属于肖蒙区。

## 历史
该市镇于2016年6月1日由原市镇布尔蒙和尼容合并而成。2019年1月1日，原市镇龚古尔并入默兹河和穆宗河间布尔蒙。

## 地理
默兹河和穆宗河间布尔蒙（48°11'10"N, 5°35'24"E）面积42.55 平方千米，位于肖蒙东北43千米处，地处默兹河和穆宗河之间。
与默兹河和穆宗河间布尔蒙接壤的市镇（或旧市镇、城区）包括：阿雷维尔莱尚特尔、索姆雷库尔、沃德勒库尔、穆宗河畔苏洛库尔、格拉菲尼舍曼、默兹河畔布兰维尔、圣玛丽堡、伊卢、圣蒂耶博、沙尔夫赖讷、小利福勒、萨尔特、普雷苏拉福什、乌特勒梅库尔。
默兹河和穆宗河间布尔蒙的时区为UTC+01:00、UTC+02:00（夏令时）。

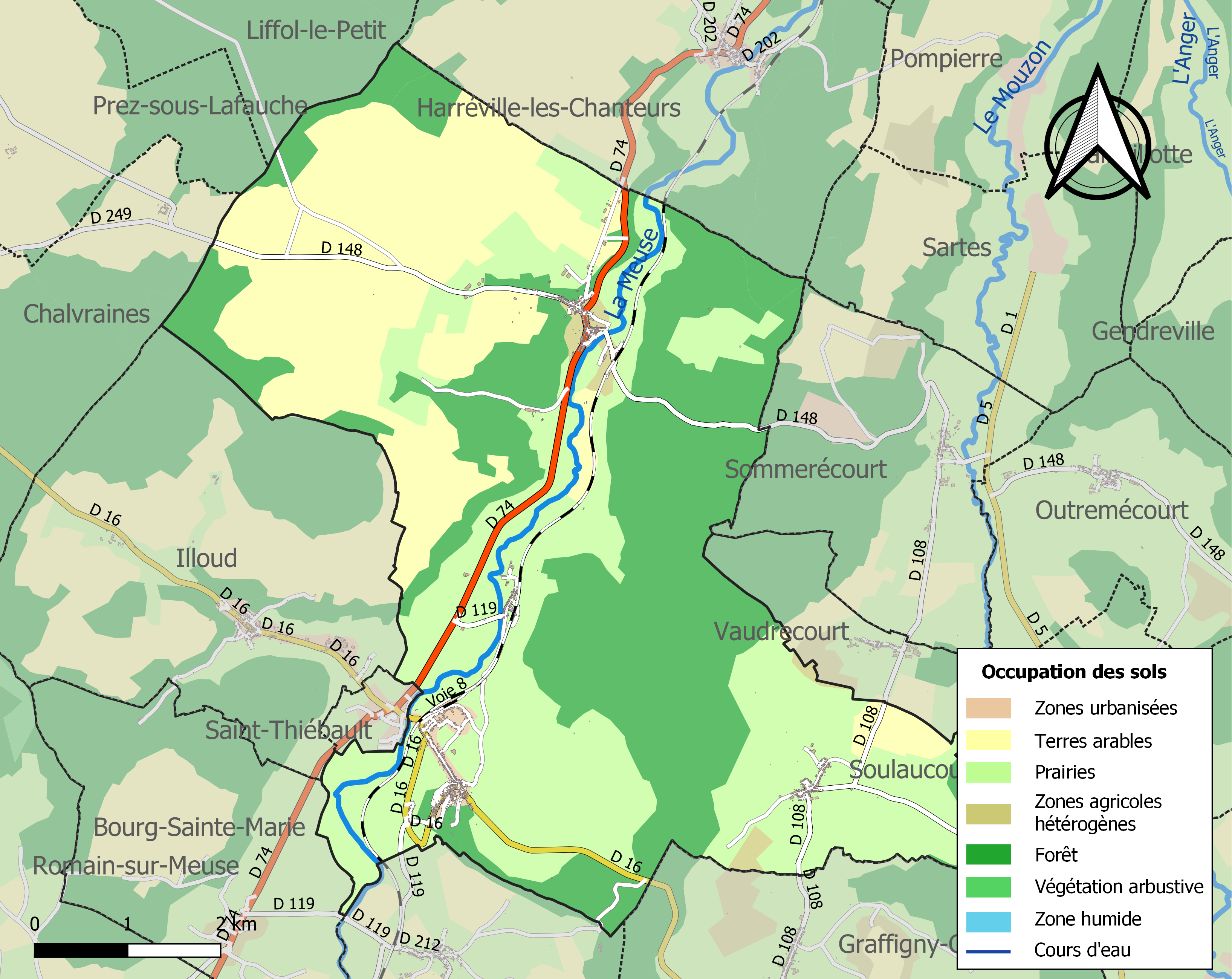
默兹河和穆宗河间布尔蒙的OSM定位图

## 行政
默兹河和穆宗河间布尔蒙的邮政编码为52150，INSEE市镇编码为52064。

## 政治
默兹河和穆宗河间布尔蒙所属的省级选区为普瓦松县。

## 人口
默兹河和穆宗河间布尔蒙于2022年1月1日时的人口数量为751人。